# Danny Yatom
Danny Yatom (דני יתום), né le 15 mars 1945, est un homme politique israélien, élu du Parti travailliste à la Knesset. Il est également directeur du Mossad de 1996 à 1998.

## Biographie
Le 8 mai 1972, Danny Yatom fait partie du commando israélien qui tue les terroristes du vol de la Sabena Vienne-Tel Aviv et évacue les otages sains et saufs.
En 1996, alors surnommé "Le Prussien", Danny Yatom est nommé à la tête du Mossad, succédant à Shabtai Shavit.
En septembre 1997, le Mossad échoue dans une tentative d'assassinat de Khaled Mechaal à Amman, ce qui mène à l'arrestation de deux agents du Mossad dont la liberté est négociée contre celle d'Ahmed Yassine. En décembre 1997, un agent du Mossad reconnaît avoir fabriqué des informations pour nourrir l'escalade des conflits entre la Syrie et Israël,.
Fin février 1998, Danny Yatom démissionne du poste de chef du Mossad après 21 mois de services.  Dans les jours qui suivent sa démission, deux agents du Mossad sont arrêtés en Suisse, suspectés d'espionner la mission iranienne à l'ONU. Il devient par la suite le conseiller d'Ehud Barak.
Dans son ouvrage Gideon’s Spies – The Secret History of the Mossad (1999), Gordon Thomas révèle que le Mossad, sous la direction de Danny Yatom, a fait chanter le président américain Bill Clinton, détenant des enregistrements des discussions téléphoniques torides entre le président et Monica Lewinsky que les services secrets israéliens ont troqué contre la libération d'un agent israélien ("MEGA") dans le collimateur de Washington. En 2014, des informations remontent selon lesquelles le Mossad aurait également espionné Al Gore en 1998.

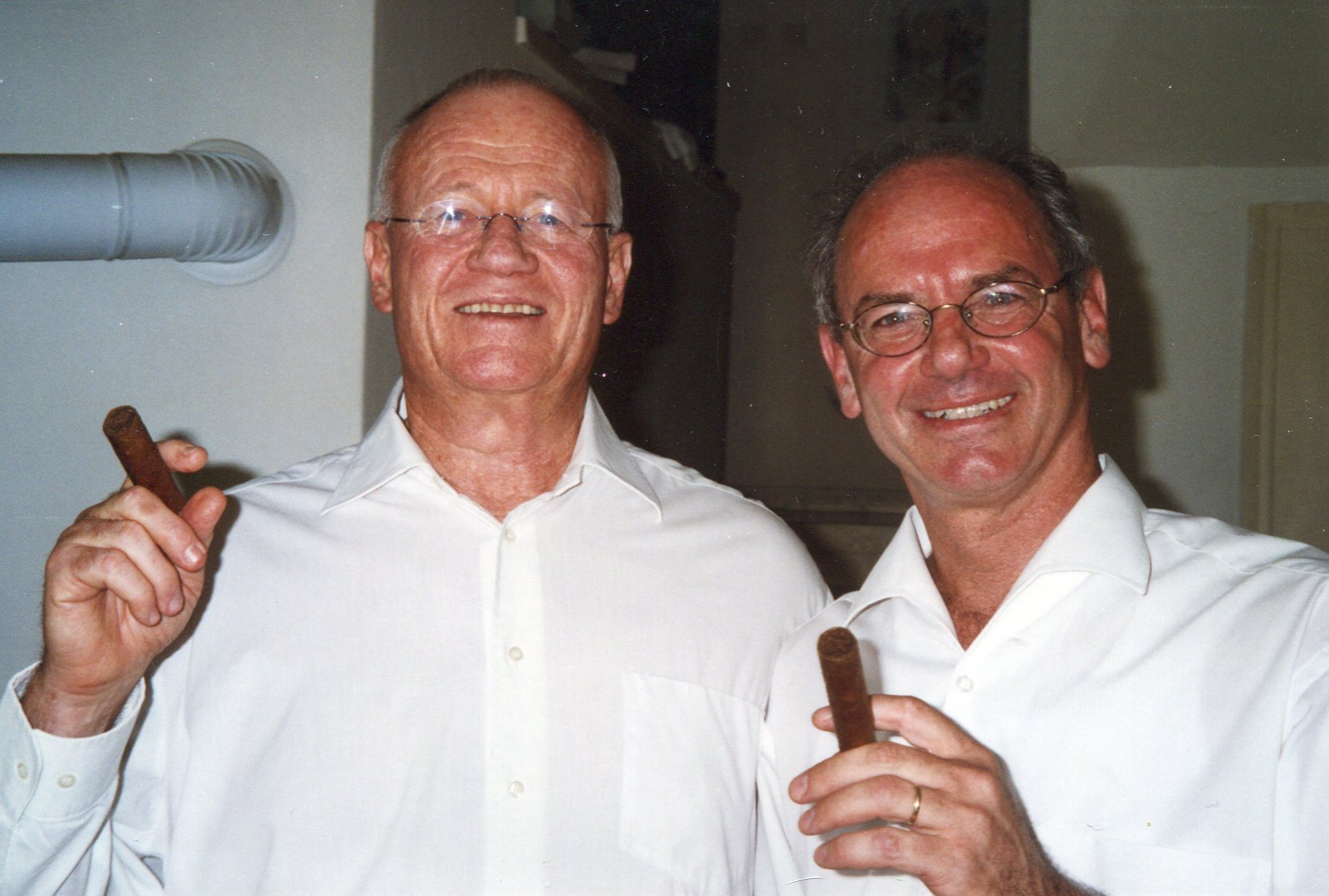
Danny Yatom et Ahron Bregman.

En mars 2017, Danny Yatom affirme que l'État islamique a été bénéfique à Israël car cela a permis au pays de se rapprocher des pays plus modérés du Moyen-Orient. Deux mois plus tard, en mai 2017, il affirme qu'Israël doit limiter le volume d'informations partagées avec les États-Unis, après que ce dernier ait choisi de partager des renseignements classifiés avec la Russie.

## Publications
- (en) The Labyrinth of Power: By The Former Director of the Mossad, éd. ContentoNow, 2 février 2016  (ISBN 978-9655504941)